# 孔夫朗-瓦兹河尾站
孔夫朗-瓦兹河尾站（法語：Gare de Conflans-Fin-d'Oise），是法国的一个铁路车站，位于伊夫林省孔夫朗-圣奥诺里娜。属于第五收费区（法語：Zone 5）。本站每天白天20分钟一班列车，夜间30分钟一班列车，高峰期为10分钟一班列车。

## 位置
本站位于孔夫朗-圣奥诺里娜，是一个属于法兰西岛大区快铁A线A3支线和巴黎圣拉扎尔线的一座车站，开通于1985年9月29日。